# 테트리스 이펙트
테트리스 이펙트(Tetris Effect)는 일본 스튜디오 몬스타스(Monstars)와 레조네어(Resonair)가 개발하고 인핸스 게임스(Enhance Games)가 퍼블리싱한 블록 드롭 아케이드 스타일의 퍼즐 비디오 게임이다. 이 게임은 2018년 11월 9일 플레이스테이션 4 전용으로 전 세계에 출시되었으며 플레이스테이션 VR을 지원한다. 오큘러스 리프트 및 HTC 바이브를 지원하는 마이크로소프트 윈도우 버전은 2019년 7월 23일에 출시되었다. 메타 퀘스트 독립형 VR 헤드셋용 버전은 2020년 5월 14일에 출시되었다.
이 게임은 비평가들로부터 높은 평가를 받았으며 여러 출판물에서 올해의 게임으로 선정되었다. 테트리스 이펙트: 커넥티드(Tetris Effect: Connected)라는 개서판은 2020년 7월 23일 엑스박스 게임스 쇼케이스(Xbox Games Showcase)에서 엑스박스 원, 엑스박스 시리즈 X/S 및 윈도우 10용으로 발표되었으며 2020년 11월 10일에 출시되었다. 닌텐도 스위치 버전과 아마존 루나 버전은 각각 2021년 10월과 2022년 8월에 출시되었다. 플레이스테이션 VR2를 지원하는 플레이스테이션 5 버전이 2023년 2월 22일에 출시되었다.